# Wilmington (Észak-Karolina)
Wilmington város az Amerikai Egyesült Államokban, Észak-Karolina államban, New Hanover megye székhelye. Lakosainak száma 115 451 fő (2020. április 1.).
Nevét Spencer Compton, Wilmington grófja tiszteletére kapta, aki II. György angol király első minisztere volt.
A város a Cape Fear folyó partján fekszik. A folyó menti történelmi városmag legfőbb vonzereje a turizmusnak. Az Atlanti-óceántól csak pár perces járásra van. A lakosság nagy része a folyó és az óceán között telepedett le, mely terület neve Wrightsville Beach és nagyjából 20 percre van a belvárostól.

## Népesség
Lakosainak száma a 2020-as népszámlálás szerint nagyjából 115 ezer fő, ezzel a nyolcadik legnagyobb törvényhozó város az államban.
A település népességének változása:
| Lakosok száma | 107 000 | 110 000 | 75 838 | 106 476 | 117 525 | 115 451 |
|               | 1970    | 1984    | 2000   | 2010    | 2016    | 2020    |